# Europs impressicollis impressicollis
Europs impressicollis impressicollis é uma subespécie de insetos coleópteros polífagos pertencente à família Monotomidae.
A autoridade científica da subespécie é Wollaston, tendo sido descrita no ano de 1854.
Trata-se de uma subespécie presente no território português.